# Witta von Büraburg
Witta von Büraburg (angelsächsisch Hwita, d. h. „der Weiße“, auch Wizo, Vito, Wittanus, Wintanus, und latinisiert Vito Albuin, Vitus Albuinus oder Albinus von Büraburg) (* um 700 in Wessex; † nach 760 auf der Büraburg) war von 741 bis 755 Bischof von Büraburg bei Fritzlar in Nordhessen.

## Leben
Witta war angelsächsischer Herkunft und einer der frühen christlichen Missionare im hessisch-thüringischen Raum.  Er war ein Schüler und Wegbegleiter des Bonifatius und Freund des Lullus. Nach der Errichtung des Missionsbistums Büraburg durch Bonifatius im Jahre 741 wurde Witta dort der erste Bischof. Gleichzeitig mit ihm ernannte Bonifatius auch die ersten Bischöfe der von ihm geschaffenen Bistümer Würzburg (Burkard) und Erfurt (Adalar).
742 assistierten Witta und Bischof Burkard von Würzburg in Sülzenbrücken (Thüringen) Bonifatius bei der Weihe Willibalds, der bald darauf das Bistum Eichstätt gründete und dessen erster Bischof wurde.  Witta nahm im April 742 an vom fränkischen Hausmeier Karlmann (an einem heute nicht mehr bekannten Ort) einberufenen und von Bonifatius geleiteten Concilium Germanicum, einer Reformsynode der ostfränkischen Bischöfe, und im März 743 an der ebenfalls von Karlmann einberufenen Synode von Estinnes teil.
Die päpstliche Bestätigung Wittas als Bischof erfolgte am 1. April 743 durch Papst Zacharias, der Wittas Sprengel, seine Weihe und sein Amt unter besonderen apostolischen Schutz stellte.
Im Jahre 755 wurde das Bistum Büraburg, wie auch das von Erfurt, von Lullus dem Bistum (später Erzbistum) Mainz eingegliedert, um somit zu verhindern, dass eine weitere Ausdehnung der Kirchenprovinz Mainz im Osten durch diese beiden Bistümer verhindert würde.
Witta lebte bis zu seinem Tod nach 760 weiter auf der Büraburg und wurde später in der Kapelle des Sturmius in Hersfeld begraben, die Lullus im Jahre 769 zur Basis des dortigen neuen Benediktinerklosters machte.
Wittas Namenstag fällt auf den 26. Oktober.

## Fälschliche Nachfolgevermutung
In der älteren Literatur wird zuweilen Megingaud (auch Megingoz oder Megingotus) als Wittas Nachfolger genannt, manchmal auch mit der Bezeichnung Chorbischof („episcopus missus“), einem besonders mit Missionsaufgaben betrauten Bischof ohne festen Amtssitz. Diese Behauptung beruht wahrscheinlich auf einer missverstandenen Stelle in der „Vita S. Wigberti“ des Lupus Servatus, wo es heißt, dass Wigberts Freund, der Diakon Megingoz, nachmals die bischöfliche Würde erlangt habe. Megingaud wurde 754 jedoch nicht Nachfolger Wittas in Büraburg, sondern Nachfolger Burkards als Bischof von Würzburg.